# Бофорт ан Ергон
Бофорт ан Ергон (фр. Beaufort-en-Argonne) насеље је и општина у североисточној Француској у региону Лорена, у департману Меза која припада префектури Верден.
По подацима из 2011. године у општини је живело 149 становника, а густина насељености је износила 13,44 становника/km². Општина се простире на површини од 11,09 km². Налази се на средњој надморској висини од 190 метара (максималној 245 m, а минималној 175 m).

## Демографија
| 1962. | 1968. | 1975. | 1982. | 1990. | 1999. | 2011. |
| ----- | ----- | ----- | ----- | ----- | ----- | ----- |
| 163   | 181   | 178   | 186   | 174   | 170   | 149   |

График промене броја становника у току последњих година